# Algo Raro Pasa
Algo Raro Pasa (ARP) es una banda argentina de rock formada el 29 de noviembre de 2000 bajo el nombre de "Arpegio". 

## Historia
La formación inicial de la banda fue: Mariano Ferrari en voz y armónica, Gabriel Bartolazzi y Leandro Lozada en guitarra, Diego Bartolazzi en bajo, Leandro Iglesias en teclados y Emiliano García en batería.
Durante los años siguientes se desarrollarían varios cambios entre los integrantes, Leandro Lozada dejaría la banda definitivamente antes de la primera presentación en vivo; en octubre de 2003 Emiliano García dejaría la banda por motivos personales y sería reemplazado por Ramiro Pinolli y hacia principios del año 2005, Gabriel Bartolazzi dejaría la banda y su puesto sería tomado por Eduardo Rábago.
En enero de 2007 la banda ingresa al estudio de grabación, junto a la producción artística de Pablo Sbaraglia para grabar su primer disco oficial Acá Estamos... (Demostrando Que No Pudieron), el cual fue lanzado de manera independiente a fines del mes de agosto de 2007 y relanzado en agosto de 2008 por Barca Discos. En diciembre de 2008, lanzan el videoclip de su primer corte difusión "Atado a tu nube". En el año 2008 hacen participación del disco tributo a Los Fabulosos Cadillacs "Todos queremos tocar el cielo" con la canción "Contrabando de amor". 
A principios del año 2010 terminan de grabar su segundo disco Festejos del día después, producido nuevamente por Pablo Sbaraglia y contando con la participación de músicos invitados como Raúl Rufino de Los Tipitos, Jorge Minissale exintegrante de Suéter y Claudio Bruguera integrante de Heroicos sobrevivientes, entre otros. Durante el 2010 la banda se dedicó a realizar recitales en distintos puntos de Buenos Aires. A su vez, en este año se produjeron los videoclips de las canciones "Otro día en la vida" y "Rompamos la copa", ambos de su segundo material discográfico. 
El 7 de diciembre de 2012, la banda lanza el último videoclip del disco "Festejos del día después", sobre la canción Rio de Adrenalina. 
A principios del 2013 la banda se transforma, dejando Mariano Ferrari el puesto de cantante, siendo ocupado este por Eduardo Rábago. También un viejo amigo de la banda, Cesar Sposaro, ingresa en la guitarra y Franco Pólvora en batería, termina de consolidar la última formación. 
A principios de 2014, con esta nueva formación, sale un Ep de cuatro temas para internet, Mantra Cristal, consolidando un sonido nuevo, que se puede ver en sus shows. Actualmente la banda se encuentra trabajando en su tercer disco, aunque todavía no se conoce su fecha de lanzamiento.

## Integrantes

### Formación actual
- Eduardo Rábago: Voz, guitarra acústica
- Leandro Iglesias: guitarra acústica, guitarra eléctrica; coros
- Diego Bartolazzi: bajo;
- Franco Pólvora: batería, percusión;
- Cesar Sposaro: Guitarras, Teclados.

### Músicos invitados
- Pablo Gerli: Saxo tenor y soprano
- Benny Vegas: Saxo tenor
- Aníbal Nuñez: Trompeta

### Antiguos integrantes
- Mariano Ferrari: Voces
- Leandro Lozada: guitarra eléctrica (2000-2001)
- Emiliano García: batería (2000-2003)
- Gabriel Bartolazzi: guitarra eléctrica (2000-2005)
- Gustavo Piru: percusión (2005-2009)
- Ramiro Pinolli: batería (2005-2014)

## Discografía

### Álbumes de estudio
| Año  | Disco                                        | Sello discográfico |
| ---- | -------------------------------------------- | ------------------ |
| 2007 | Acá estamos... (Demostrando que no pudieron) | Independiente      |
| 2008 | Acá estamos... (Demostrando que no pudieron) | Barca Discos       |
| 2010 | Festejos del día después                     | Independiente      |
| 2014 | Mantra Cristal                               | Independiente      |

### Participaciones
| Año  | Canción                                             | Disco                                                |
| ---- | --------------------------------------------------- | ---------------------------------------------------- |
| 2008 | Contrabando de Amor (Cover Los Fabulosos Cadillacs) | Todos queremos tocar el cielo (Un homenaje fabuloso) |
| 2012 | Ahora es nuestra la ciudad                          | Cortina de la radio "Ahora es nuestra la ciudad"     |

## Videografía
| Año  | Canción             | Disco                                        | Tipo                    |
| ---- | ------------------- | -------------------------------------------- | ----------------------- |
| 2007 | Atado a tu nube     | Acá estamos... (Demostrando que no pudieron) | Videoclip Oficial       |
| 2010 | Otro día en la vida | Festejos del día después                     | Videoclip para Internet |
| 2012 | Rio de Adrenalina   | Festejos del día después                     | Videoclip Oficial       |